# Gato FoldEx
El FoldEx es una nueva raza de gato originada en la provincia de Quebec (Canadá), a comienzos de los años '90, fruto del cruce entre el "Fold Escocés" (Scottish Fold) y el "Exótico" (Exotic). Se fusionan así, en el gato FoldEx, los rasgos físicos más característicos de ambas razas en un ámbito de equilibrio y moderación, sumando a la expresión abierta y dulce del Exótico un ligero pliegue o doblez de las orejas que recuerda al Fold Escocés, con el fin de obtener como resultado un gato encantador con el aspecto de un tierno oso de peluche.

## Historia de la Raza
Corría el año 1993 cuando, con motivo de una Exposición que tuvo lugar por entonces en Quebec, Betty Ann Yaxley presentó por vez primera un gatito de raza FoldEx en la "Asociación Felina Canadiense" (CCA-AFC). El público asistente quedó cautivado por el adorable aspecto de esta nueva raza, y algunos criadores decidieron trabajar en su desarrollo y promoción; muy especialmente Jeanne Barrette, gracias a cuyo intenso trabajo y perseverancia se consiguió que el FoldEx fuera aceptado como "Raza Experimental", en la CCA-AFC, en noviembre de 1998. Debido a la escasez de criadores de esta raza experimental los avances tardaron años en materializarse, pero finalmente se logró obtener la categoría de "Nueva Raza", en agosto del año 2006, y el pleno derecho como "Raza de Exposición" en marzo del 2010.
Y puesto que, por el momento, la raza de gatos FoldEx sólo ha sido plenamente reconocida como tal por la Asociación Felina del Canadá (CCA-AFC), es precisamente allí en donde se localizan la mayor parte de los ejemplares de la raza, aunque también existe algún otro ejemplar de gato FoldEx tanto en Estados Unidos como en Europa.
Muriel Bégin, criadora canadiense de gatos FoldEx y autora del artículo aquí referenciado tanto en inglés (ShowCatsOnline Archivado el 30 de julio de 2016 en Wayback Machine.) como en francés (PandEcats), fue durante años la Secretaria de esta Raza en la Canadian Cat Association - Association Féline Canadienne (CCA-AFC).

## Aspecto General del Gato de Raza FoldEx
El gato de raza FoldEx tiene la nariz más corta -más chata- que la del Fold Escocés (Scottish Fold), pero no tan corta -tan chata- como la del gato Exótico (Exotic). Sus ojos son dulces, abiertos y expresivos. La cabeza se ve redonda desde cualquier punto de vista. Las orejas son pequeñas, de extremos redondeados, y -debido a que su pliegue es simple- se inclinan hacia adelante y hacia abajo.
El FoldEx posee un cuerpo fuerte, macizo y rotundo, con una buena estructura ósea y un cuello ancho y corto. Nada es extremo en el FoldEx: todos sus rasgos son moderados y equilibrados, y se admite tanto la variedad de pelo corto (ShortHair) como la de pelo largo (LongHair).

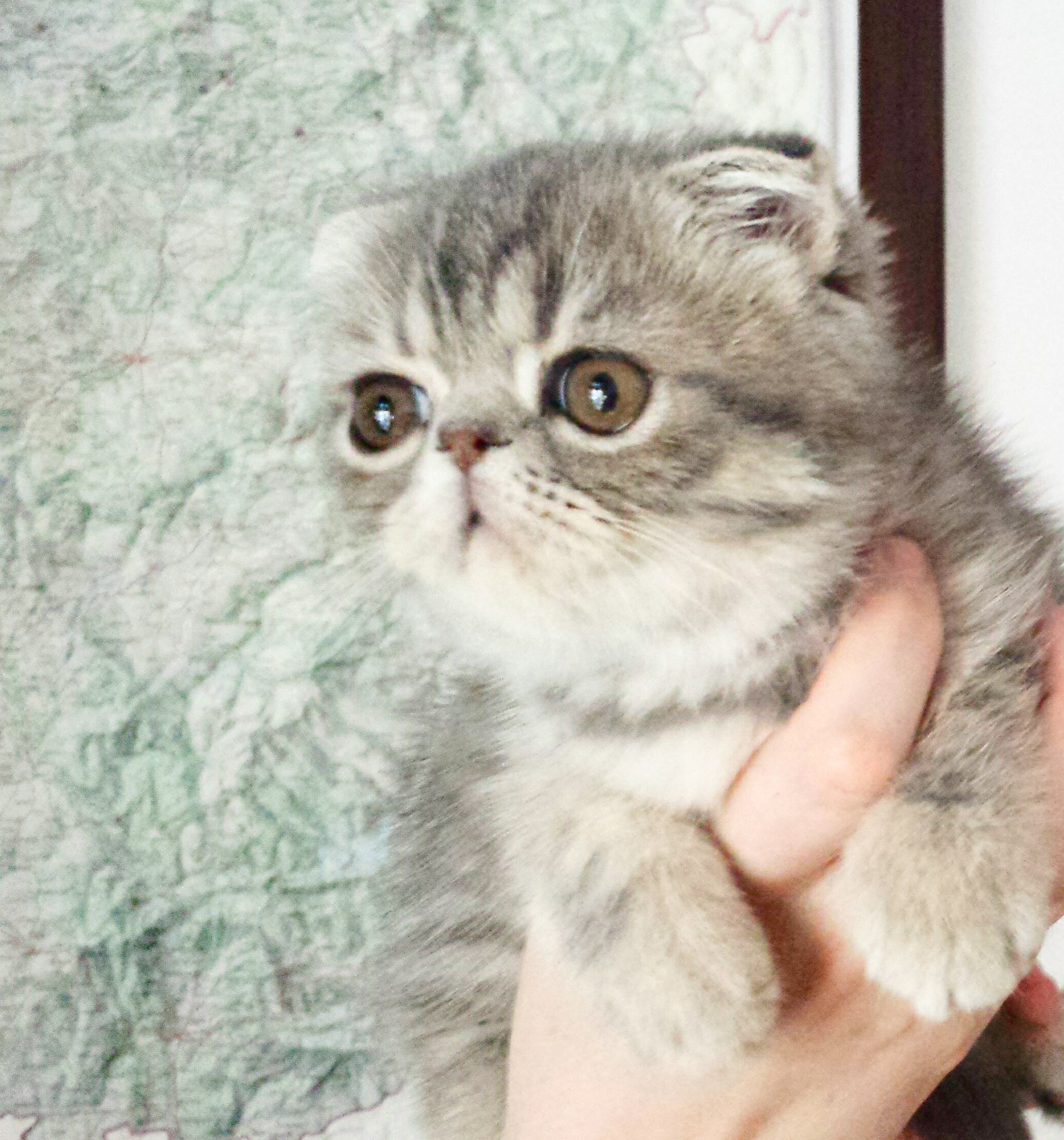
Joven gato de raza FoldEx, Blue Spotted Tabby. Variedad de Pelo Corto (ShortHair).

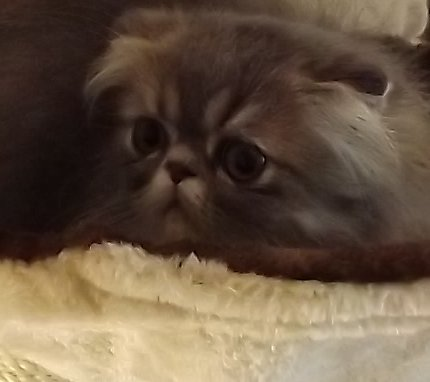
Joven gato de raza FoldEx, Blue Mackerel Tabby. Variedad de Pelo Largo (LongHair).

Más detalles sobre el aspecto físico que debe tener el gato FoldEx, en el "Estándar de la Raza".

## Carácter y Temperamento
El gato de raza FoldEx es activo, alegre, juguetón, inteligente, cariñoso y curioso. 
De carácter afectuoso, se acerca a los extraños con facilidad, y le encanta que lo acaricien.
En general, los gatos de raza FoldEx tienen una personalidad adorable.

## La Genética del Gato FoldEx

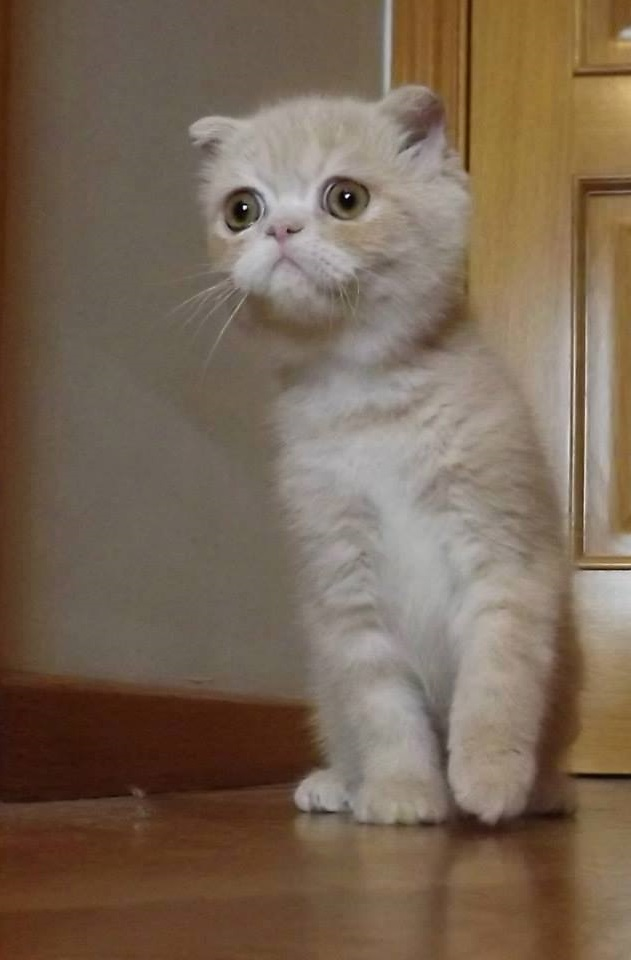
Joven Gato de Raza FoldEx ShortHair (Cream Spotted Tabby)

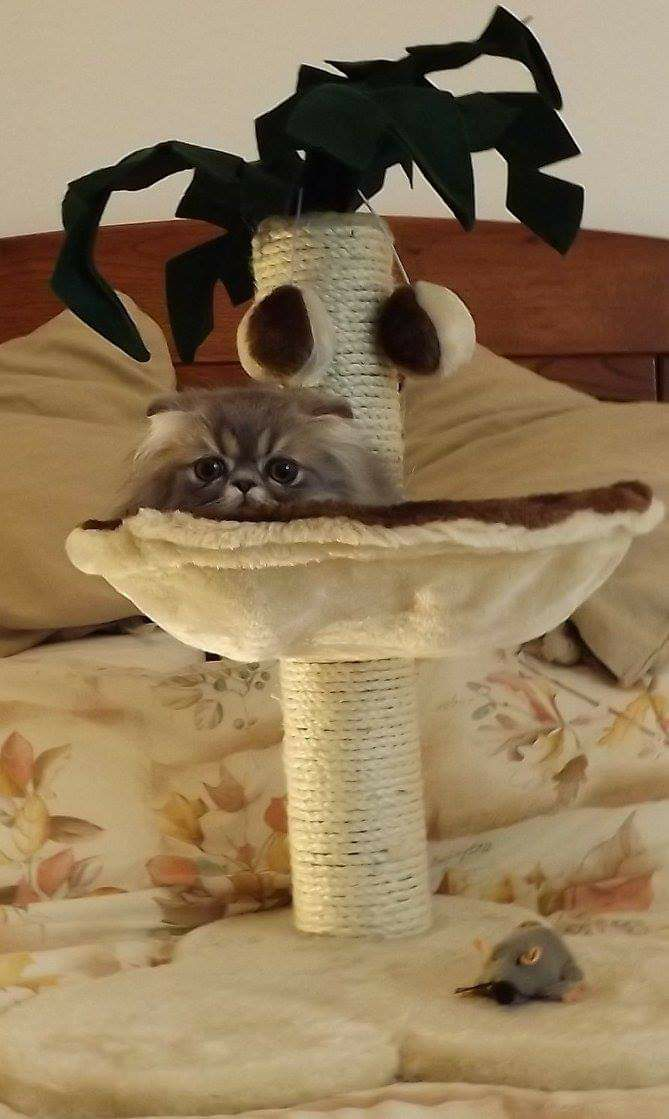
Joven Gato de Raza FoldEx LongHair (Blue Mackerel Tabby).

La característica física más llamativa del gato FoldEx la constituyen, sin duda, sus orejas dobladas.
Como en el caso de sus antepasados, la doblez de las mismas es causada por un único gen dominante o semidominante, motivo por el cual los criadores de gatos FoldEx no deben cruzar jamás a dos ejemplares de orejas dobladas entre sí, para no duplicar el gen de las orejas plegadas, lo cual podría conllevar otro tipo de malformaciones óseas, ulteriores, de mayor gravedad.
Y debido precisamente a que dichos criadores sólo cruzarán a un gato de orejas dobladas con otro de orejas rectas, las normas estadísticas establecen que el 50% de los gatitos resultantes serán "Straight" (de orejas rectas) mientras que el otro 50% resultará "Fold" (de orejas dobladas).

## Las Orejas del FoldEx
Todos los gatitos de raza FoldEx nacen con las orejas rectas, pero sólo los que hayan heredado el gen de las orejas plegadas comenzarán a mostrar dicho plegamiento entre los días 21 y 28, a contar desde la fecha del parto (v. Bebés de gato de raza FoldEx). 

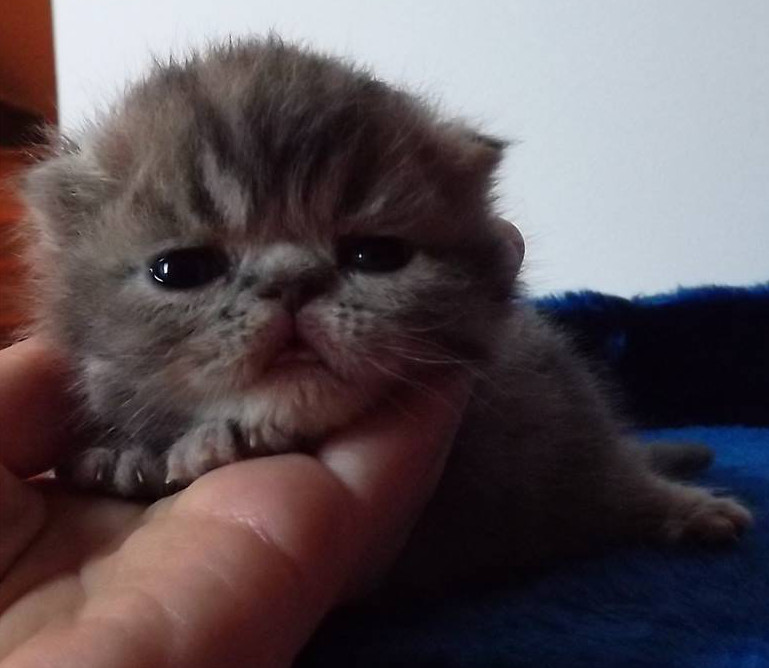
Bebé de Gato de Raza FoldEx (Blue Spotted Tabby).
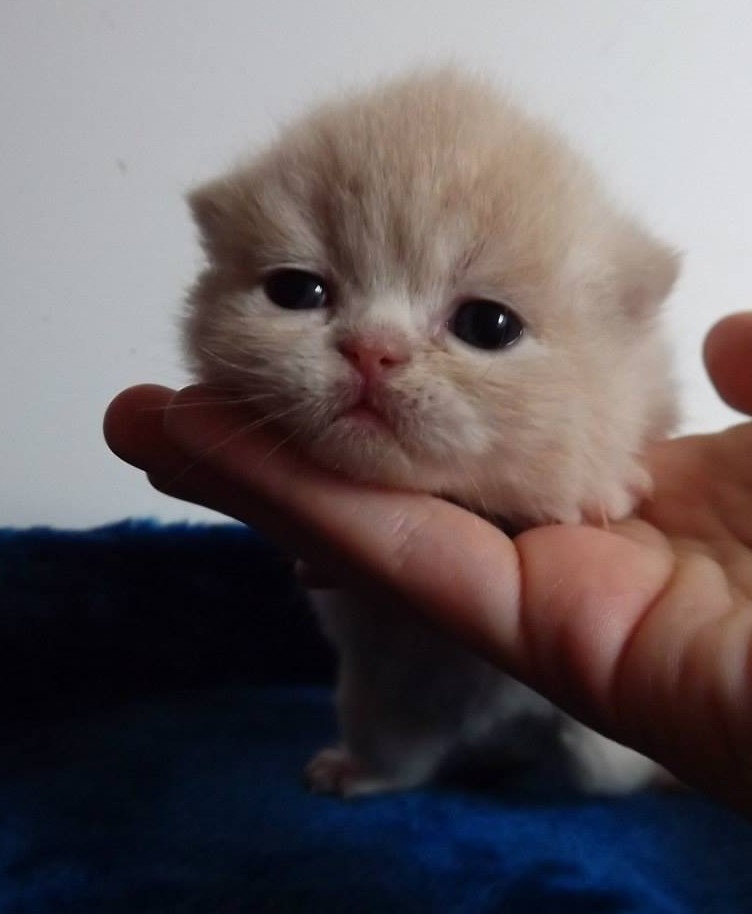
Bebé de Gato de Raza FoldEx (Cream Spotted Tabby).

El proceso de plegamiento de las orejas del FoldEx continuará desarrollándose, lentamente, durante un par de meses, y hasta que el gatito no alcance las 11 o 12 semanas de edad no se podrá asegurar fehacientemente dicha doblez.
Nótese que el gato FoldEx posee un pliegue simple en sus orejas, no como el del Scottish Fold, que puede ser doble o triple, quedando éstas completamente pegadas sobre su cabeza.
Los gatos de raza FoldEx que no desarrollan la característica oreja doblada se denominan "FoldEx de Orejas Rectas" o "FoldEx Straights" ("Straight Ears" versus "Folded Ears").